# Eilema fasciatella
Eilema fasciatella är en fjärilsart som beskrevs av Embrik Strand 1922. Eilema fasciatella ingår i släktet Eilema och familjen björnspinnare. Inga underarter finns listade i Catalogue of Life.